# Organisation suisse des lesbiennes
L'organisation suisse des lesbiennes (abrégé LOS, en allemand Lesbenorganisation Schweiz, en italien Organizzazione Svizzera delle Lesbiche) est une association de droit suisse qui défend les droits des lesbiennes, bisexuelles et queer et combat les discriminations qui les touchent. La LOS est l'association faîtière nationale des femmes lesbiennes, bisexuelles et queer.

## Histoire
Après des réflexions engagées à la suite de la commémoration des révoltes de Stonewall en 1988 en Suisse alémanique par de jeunes militantes lesbiennes, la nécessité de former une association qui serait active au niveau politique et nationale émerge. En décembre 1989, la LOS (Lesbenorganisation Schweiz en Allemand) voit le jour légalement à Berne,. La lutte pour une reconnaissance publique des spécificités des femmes lesbiennes et leur place dans le gouvernement et les médias en Suisse est également un intérêt affiché de la LOS. La LOS millite aussi pour la procréation médicalement assisté et pour que les mêmes droits soient appliquées en matière d'adoption d'enfant pour les personnes en couples de même genre que pour les personnes hétérosexuelles.
En 2015, la LOS critique l'Armée du Salut qui à Zurich a licencié une cadre d'une maison d'accueil pour personnes handicapées prenant prétexte de sa relation avec une femme,.
En 2017, la LOS participe à la première Conférence européenne des lesbiennes* à Vienne.

## Organisation
En 2011, la LOS déménage de la Schwarztorstrasse à la Monbijoustrasse à Berne, pour cohabiter avec Pink Cross. Eveline Mugier devient secrétaire générale.
Bureau actuel:
- Muriel Waeger, co-directrice
- Alessandra Widmer, co-directrice
- Salome Trafelet, recherche de fonds et administration

Personnes ayant fait partie du comité ou de la direction.
- Anna Rosenwasser : directrice , 2017 - 2021,,  
- Barbara Lanthemann : secrétaire générale pour la Suisse Romande , 2008 - 2017.